# NECTIN2
Нектин-2 (PVRL2; CD112) — мембранный белок, нектин группы молекул клеточной адгезии, гликопротеин суперсемейства иммуноглобулинов, продукт гена человека NECTIN2.

## Структура
Нектин-2 состоит из 538 аминокислот, молекулярная масса белковой части 57 742 Да; содержит 2 внеклеточных иммуноглобулиновых доменов типа C2, трансмембранный фрагмент и цитоплазматический домен. Альтернативный сплайсинг приводит к образованию 2 изоформ белка.

## Функции
Нектин-2 — мембранный белок, гликопротеин, модулятор переноса сигнала в T-лимфоцитах. Может быть костимулятором или коингибитором функций T-лимфоцитов в зависимости от рецептора, с которым он связывается. При связывании с CD226 стимулирует пролиферацию T-клеток и продукцию ими таких цитокинов как интерлейкин 2, -5, -10, -13 и интерферон гамма. Наоборот, при связывании с PVRIG ингибирует клеточную пролиферацию T-лимфоцитов. Участвует в
клеточной адгезии. Компонент мембранных адгезивных контактов.
Нектин-2 играет роль как рецептор в опосредовании входа в клетку некоторых штаммов вируса герпеса ВПГ-1 и вируса Suid herpesvirus 1 (SuHV-1), вызывающего болезнь Ауески. Мутации гена NECTIN2 могут приводить к развитию рассеянного склероза различной тяжести.